# یواس‌اس بارون (دی‌ئی-۱۶۶)
یواس‌اس بارون (دی‌ئی-۱۶۶) (به انگلیسی: USS Baron (DE-166)) یک کشتی بود که طول آن ۳۰۶ فوت (۹۳ متر) بود. این کشتی در سال ۱۹۴۳ ساخته شد.